# New World (игра)
New World — массовая многопользовательская ролевая онлайн-игра, разработанная Amazon Games Orange County и выпущенная Amazon Games 28 сентября 2021 года.

## Игровой процесс
Действие игры происходит в XVII веке, игроки занимаются колонизацией вымышленной страны в Атлантическом океане по образцу Америки. В игре используется бизнес-модель покупай и играй, не требующая ежемесячной обязательной абонентской платы.
Игра позволяет игроку управлять персонажем или аватаром в игровом мире от третьего или от первого лица. Игра начинается с появления героя игрока на пляже, уже имеющего «первый уровень» накопленного опыта. Максимальный доступный уровень опыта персонажа — 60.
Игроки могут объединяться в группы до пяти человек, присоединяться к одной из трех фракций («Мародеры», «Синдикат» и «Ковенант»), создавать предметы, контролировать поселения, выполнять квесты, исследовать игровой мир и сражаться с другими игроками или внутриигровыми монстрами.
Чем больше вы используете определённый тип оружия, тем больше повышается его уровень владения оружием, что позволяет вам изучать различные активные и пассивные способности через дерево навыков. В игровом процессе не используются автоматические атаки прицеливания.
Как и в любой RPG, персонаж повышает личные атрибуты, навыки владения оружием.
Экономика сосредоточена вокруг золотых монет. Игрок может продавать ненужные предметы через пункт торговли в обмен на золотые монеты, разбирать предметы на ресурсы, выбрасывать предметы или напрямую передавать их другим игрокам. Погибшие персонажи не могут терять предметы, но с каждым сражением, применением или смертью владельца предметы игрока получают повреждения, которые можно исправить с помощью ремонта и золотых монет. Игрок возрождается в ближайшем поселении, также можно установить лагерь в качестве места возрождения, но во время смерти нужно быть в пределах 500 м от своего лагеря.
Игрок может приобрести личное жилье и установить «Мебель» для получения эстетического удовольствия, игровых бонусов и средств для быстрого передвижения к месту поселения.
Экспедиции состоят из решения легких головоломок, комнат с врагами, которых нужно победить, и встреч с боссами. Мировые события в виде порченых порталов, монолитов и т. д. будут периодически появляться в различных местах на карте мира, и игроки могут объединяться и очищать их, получая очки опыта и другие награды. Есть также PvE-арены, которые служат встречами с боссами высокого уровня, которые проверят игроков.
Игроки могут повышать уровень 18 различных торговых навыков, каждый навык взаимосвязан, и многие предметы из одного навыка требуют предметов, собранных или созданных из другого навыка.

## Синопсис

### Сеттинг
Действие игры разворачивается на вымышленном острове Этернум в Атлантическом океане.

## Разработка
В ходе TwitchCon в сентябре 2016 года Amazon Game Studios представила свои первые три компьютерные игры: Breakaway, Crucible и New World.
31 марта 2018 года Amazon Game Studios объявила о приостановке разработки игры «Breakaway», из-за чего студия сосредоточится на «New World» и «Crucible».
21 сентября 2020 года разработчики игры объявили о завершении последнего бета-тестирования игры.
9 октября 2020 года Relentless Studios объявила об отмене разработки Crucible, после чего присоединилась к разработке New World.
Первоначально была запланирована к выходу в середине мая 2020 года, но из-за пандемии COVID-19 релиз игры был перенесён на 31 августа 2021 года. 5 августа 2021 года компания Amazon отложила релиз игры до 28 сентября 2021 года.

## Релиз
28 сентября 2021 года Amazon Game Studios выпустила игру по всему миру. При запуске было доступно пять серверных регионов: Австралия, восточное побережье США, Европа, Южная Америка и западное побережье США. Доступность этих регионов была разной: все они стали доступны для игры в 8:00 по местному времени, за исключением Австралии, которая стала доступна в 21:00 по AEST для учёта большой разницы в часовых поясах. В день выпуска игры Steam зарегистрировал более 700 000 одновременных игроков, что стало трудным испытанием для серверов. Многие игроки сообщали о длительном времени ожидания в очереди, а самые популярные серверы иногда достигали лимита в 25 000 человек (что было вызвано ограниченной емкостью сервера с одновременным подключенеим 2 тыс. игроков). Amazon начал вводить дополнительные сервера во всех регионах в течение двух дней после выхода игры, объяснив это проведением тестов для увеличения лимита игроков. Они также объявили, что игроки смогут бесплатно переносить своих персонажей между серверами, позволяя начать игру на малонаселенных серверах. Это помогло сократить время ожидания в очереди, но игроки продолжали выражать неодобрение, поскольку PC Gamer описал проблему как «далекую от решения». В ноябре 2021 года сообщалось, что любая учётная запись, которая играла в игру через семейный доступ Steam, получила игру бесплатно, поскольку Amazon решила отключить функцию семейного доступа из-за «увеличения числа ботов, продавцов золота и уклоняющихся от бана».

## Оценки, награды
| Сводный рейтинг    | Сводный рейтинг |
| Агрегатор          | Оценка          |
| ------------------ | --------------- |
| Metacritic         | 70/100          |
| Иноязычные издания |                 |
| Издание            | Оценка          |
| GameSpot           | 6/10            |
| IGN                | 6/10            |
| PCGamesN           | 6/10            |
| PC Gamer (US)      | 60/100          |

Рейтинг New World на агрегаторе рецензий Metacritic на основании 35 обзоров составляет 70
Обозреватель GameSpot Кох поставил игре 6 баллов. К достоинствам игры он отнёс PvP-сражения, графику, звуковую составляющую и саундтрек, боевую систему, систему крафта и развития и войну фракций. К недостаткам были отнесены однообразные квесты, система быстрого перемещения, сюжет, возможную неустойчивость систему городов и экономики, управляемые игроками, могут быть обоюдоострым мечом. По его мнению, игра во многих отношениях выглядит как из середины 2000-х, когда издатели игр искали кусок огромного пирога, который Blizzard вырезала для себя.

### Награды
| Год  | Награда                         | Категория                                 | Результат | Ref                  |
| ---- | ------------------------------- | ----------------------------------------- | --------- | -------------------- |
| 2021 | Hollywood Music in Media Awards | Лучший оригинальный саундтрек — видеоигра | Номинация | [ 28 ]               |
| 2021 | The Game Awards                 | Лучший Мультиплеер                        | Номинация | [ 29 ] [ 30 ] [ 31 ] |

### Продажи
За неделю с 19 по 25 июля 2021 года игра заняла сразу две первых строчки чарта продаж Steam.
В первые дни после релиза онлайн игроков превышал 700 000 единовременно.